# Металловидка крапивная
Металловидка крапивная, или абростоля бурая (лат. Abrostola triplasia) — бабочка из семейства совок (Noctuidae). Встречается в Палеарктике.

## Описание
На переднем крыле прикорневое поле беловато—серое, часто с зеленоватым оттенком; круглое, почковидное и добавочное пятна внутри серые, внутренняя медиальная полоса без изгиба на левом крыле.

## Биология
Гусеницы развиваются крапивой двудомной и хмелем обыкновенным. В течение года сменяется два поколения. Зимует на стадии куколки.